# Porspoder
Porspoder ist eine französische Gemeinde mit 1761 Einwohnern (Stand 1. Januar 2022) im Département Finistère in der Region Bretagne; sie gehört zum Arrondissement Brest und zum Kanton Saint-Renan.

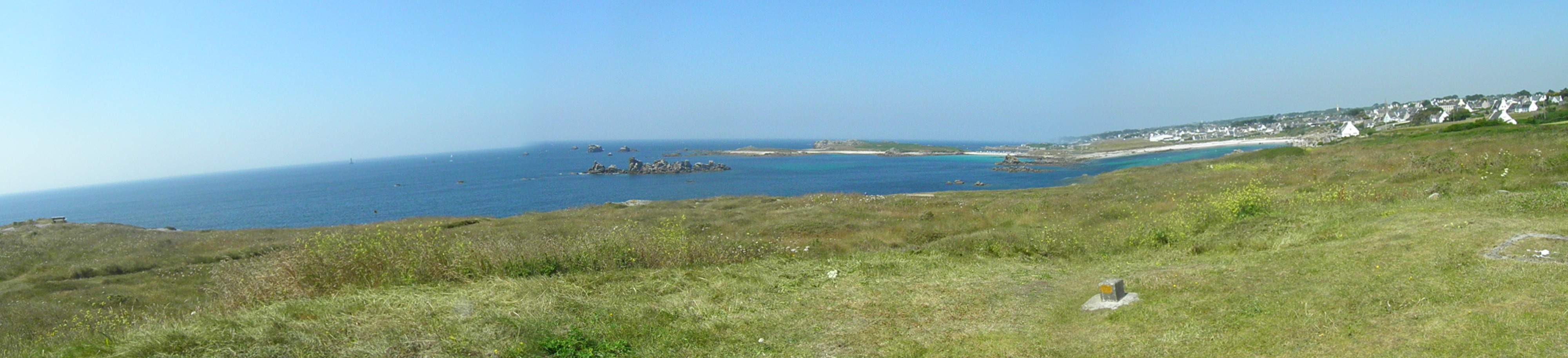
Die Küste bei Porspoder

## Geschichte
Die Gemeinde gehörte ursprünglich zum Gebiet Nieder-Leon (französisch Bas-Léon, bretonisch Goueled-Leon) im Nordwesten der Bretagne, später zur Herrschaft von Brest und Saint-Renan. Sie wurde 1790 zur eigenständigen politischen Gemeinde. Von 1793 bis 1801 gehörte sie zum Kanton Brélès, seither zum Kanton Ploudalmézeau. Seit 1971 ist die ehemalige Gemeinde Larret ein Ortsteil von Porspoder.

## Sehenswürdigkeiten in und um Porspoder
- Kirche Saint-Budoc (16. Jahrhundert)
- Kapelle Saint-Léonor (ehemals die Dorfkirche von Larret)
- diverse Wegkreuze
- Steinreihen von Saint-Denec und Traonigou
- die Dolmen von Kerivoret und von Mezou Poulyot
- die Menhire von Kérhouézel und Mezdoun
- Menhire von Pors Ar-Verret auf der Halbinsel St. Laurent
- Leuchtturm von Chenal du Four auf der Halbinsel Saint-Laurent
- Landsitz von Kerménou (15./16. Jahrhundert)

Siehe auch: Liste der Monuments historiques in Porspoder

### Bevölkerungsentwicklung
| Jahr      | 1962 | 1968 | 1975 | 1982 | 1990 | 1999 | 2006 | 2017 |
| Einwohner | 1586 | 1461 | 1324 | 1309 | 1373 | 1567 | 1609 | 1810 |

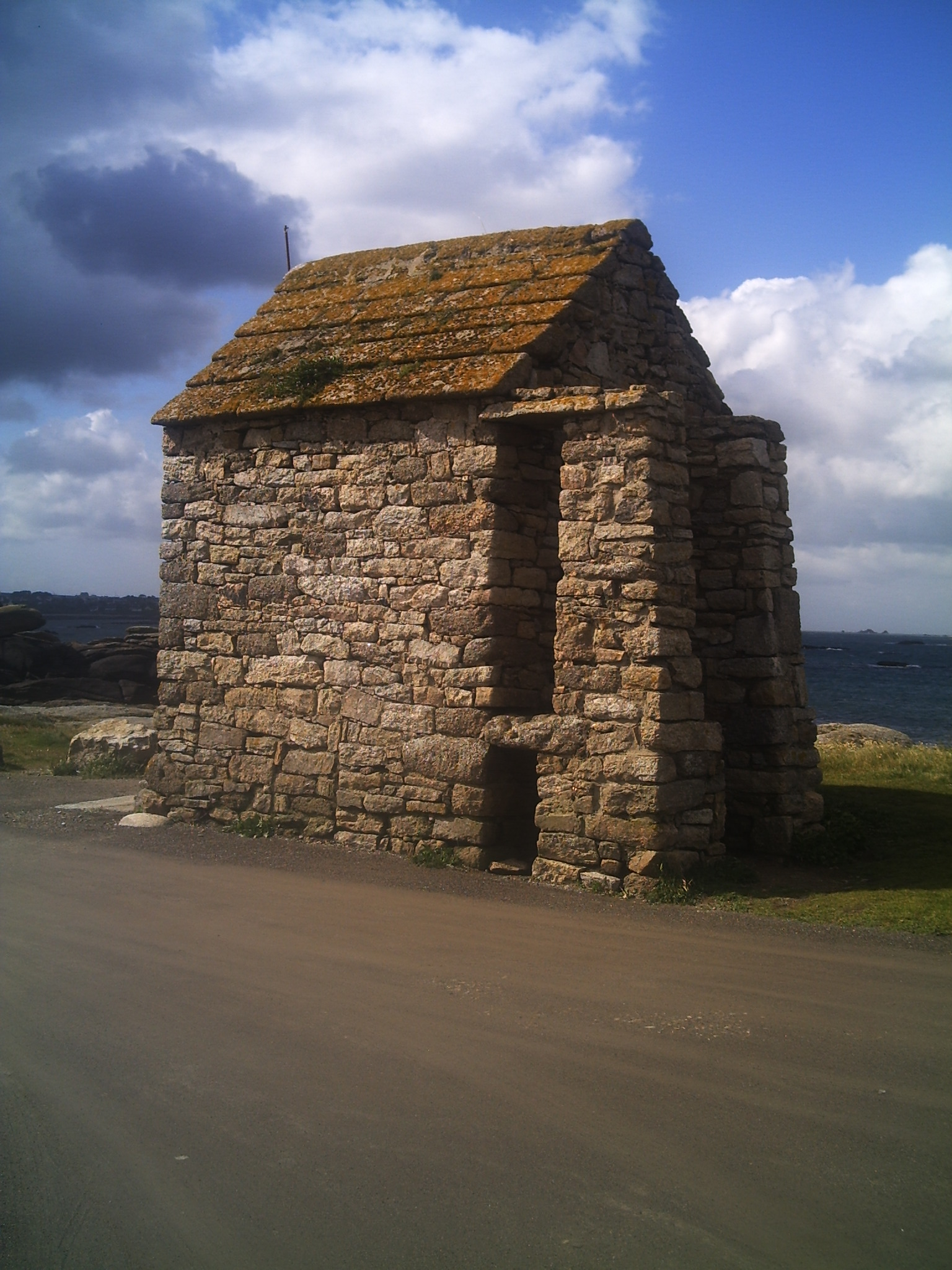
Alter Pulverturm
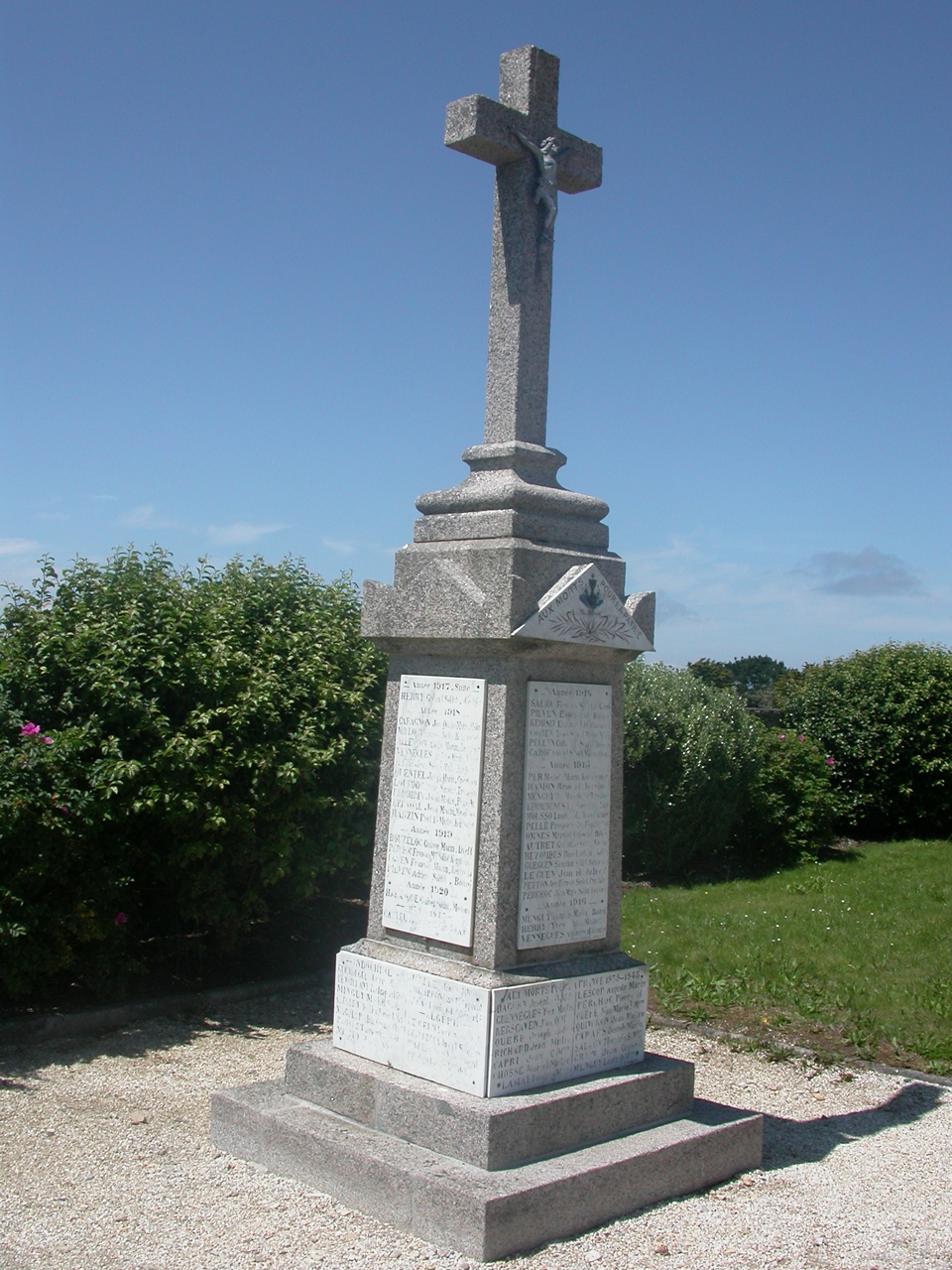
Denkmal für die Gefallenen des Ersten Weltkriegs
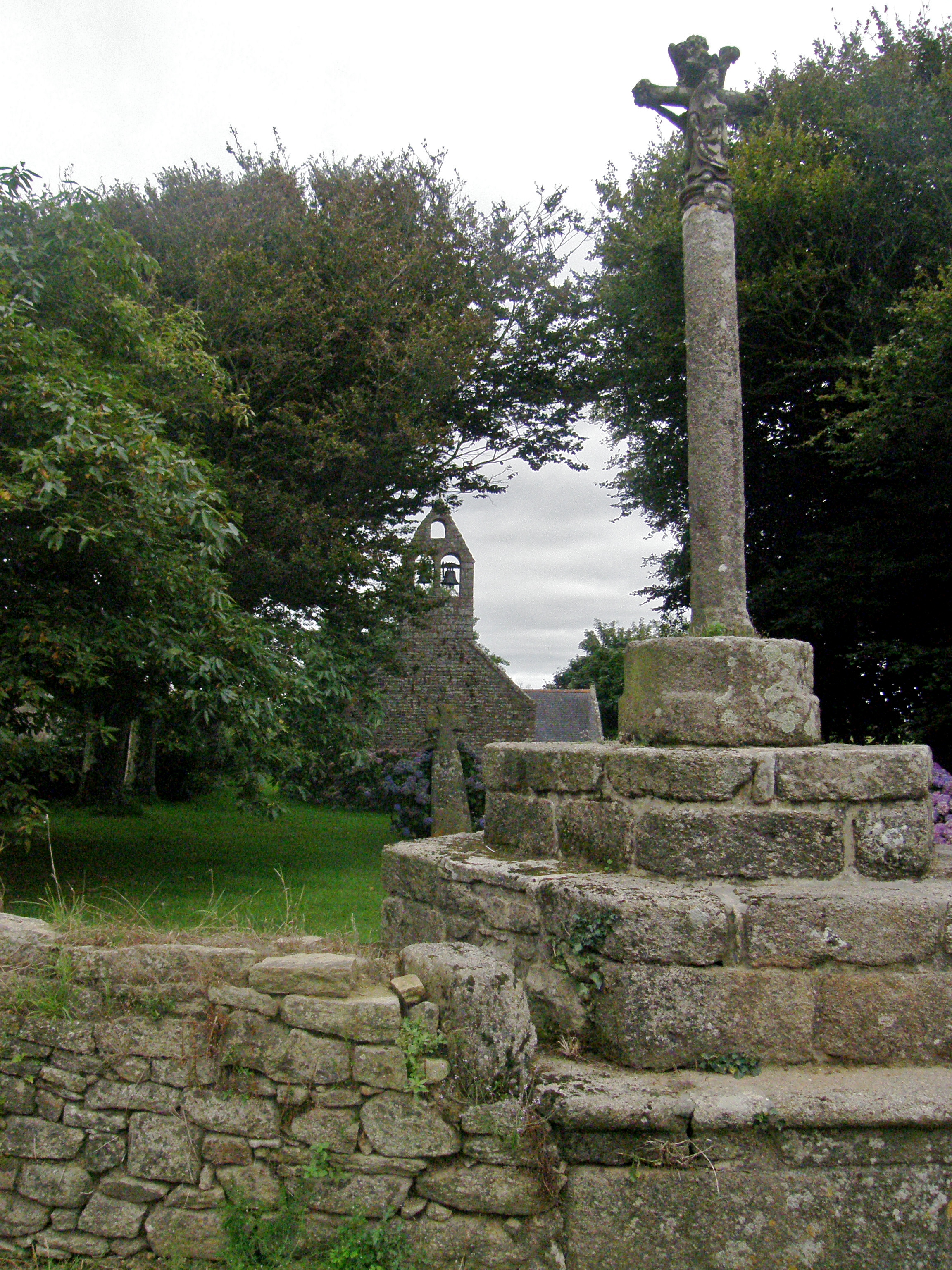
Kreuz von Larret und Kapelle Saint-Léonor
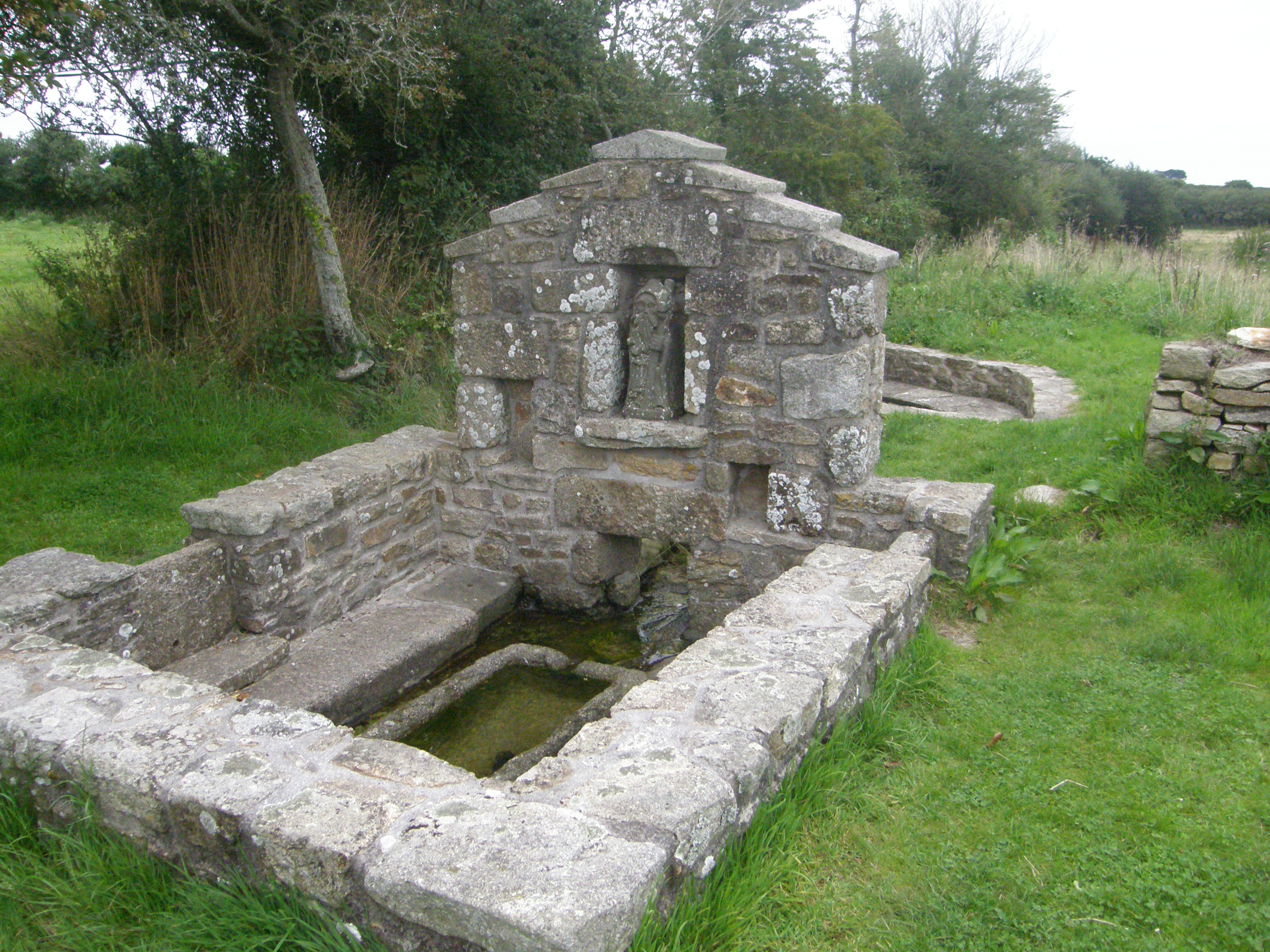
Quelle Saint-Léonard
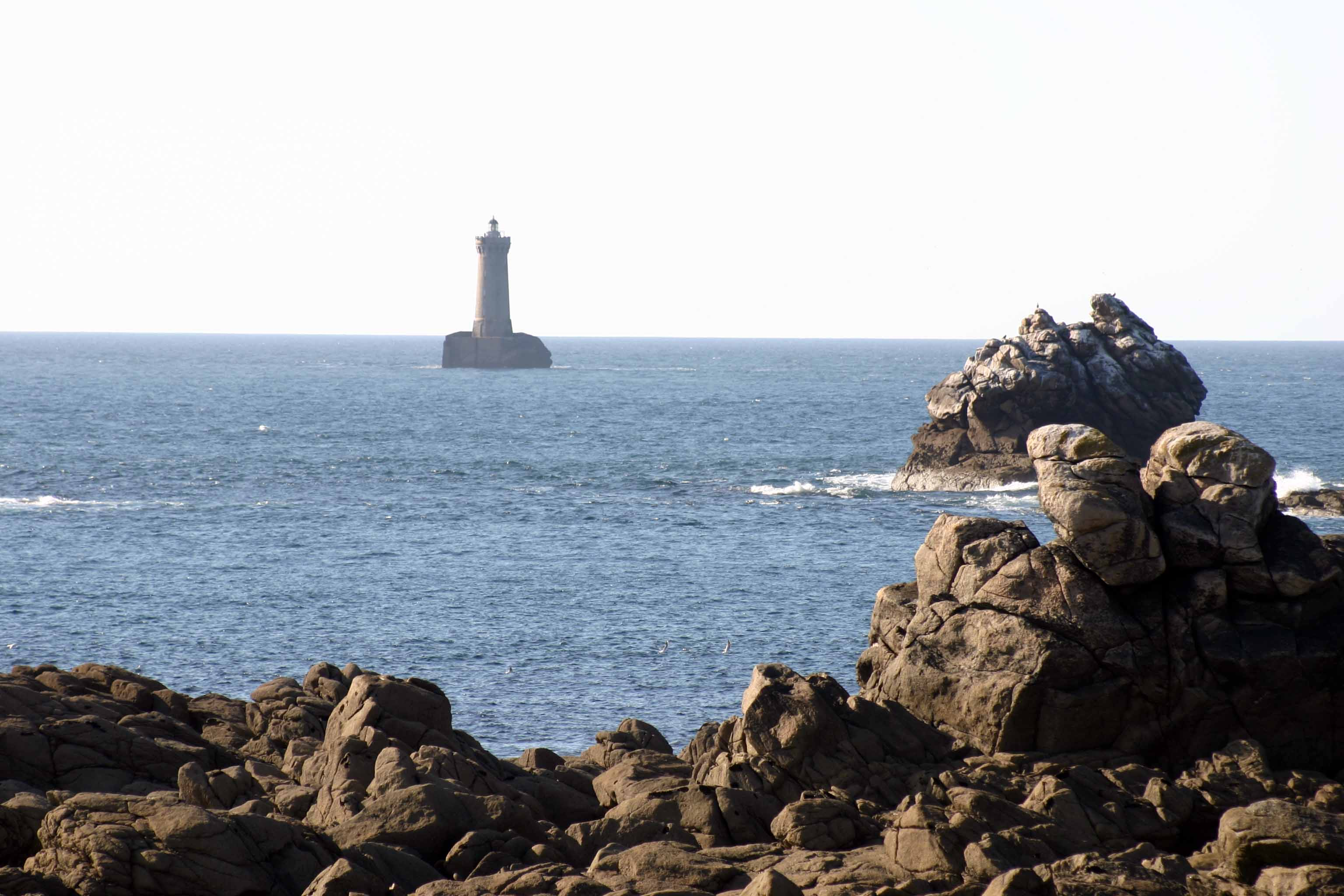
Leuchtturm du Four
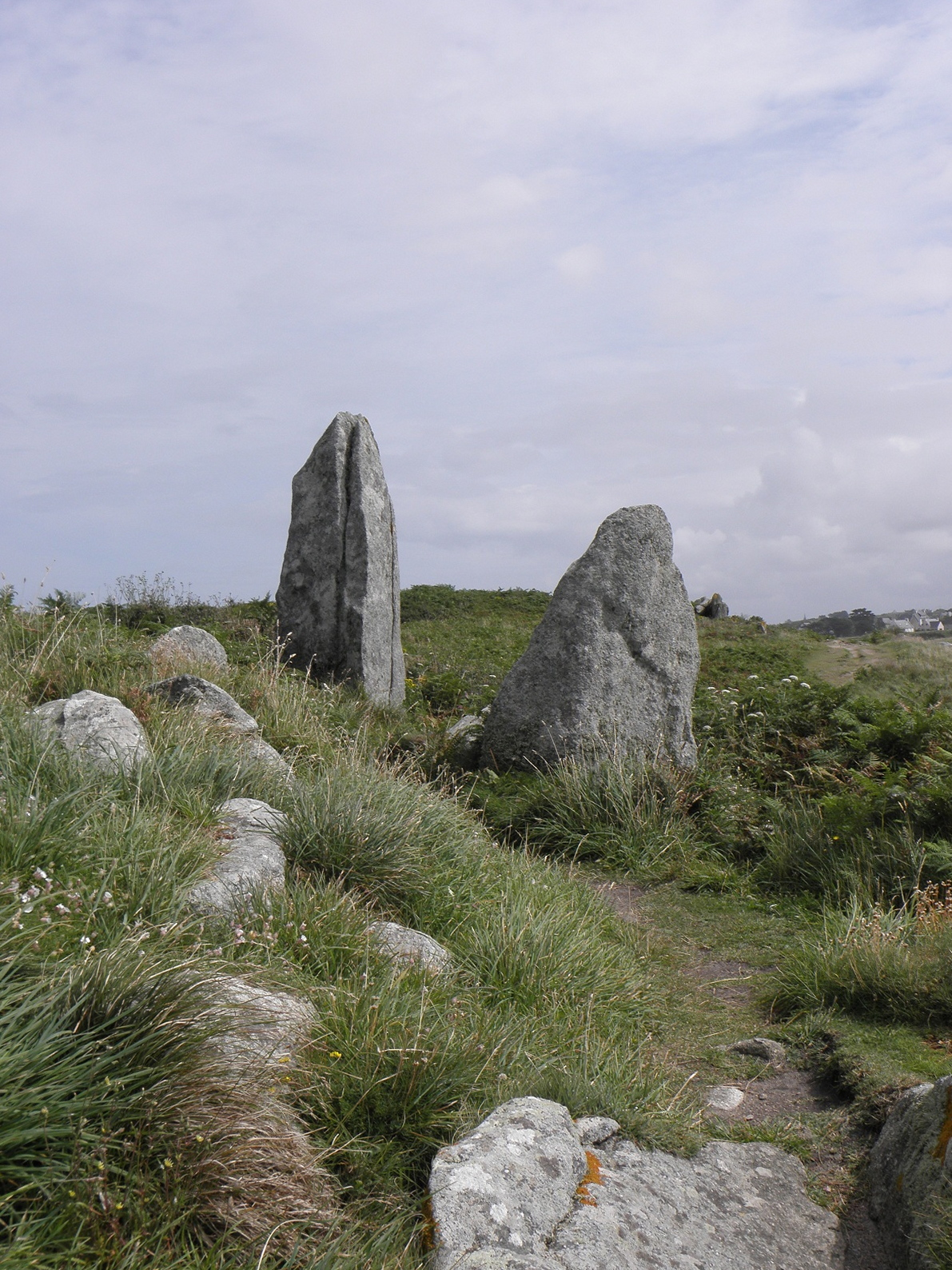
Cromlech Pors-an-Toullou und Ar-Verret
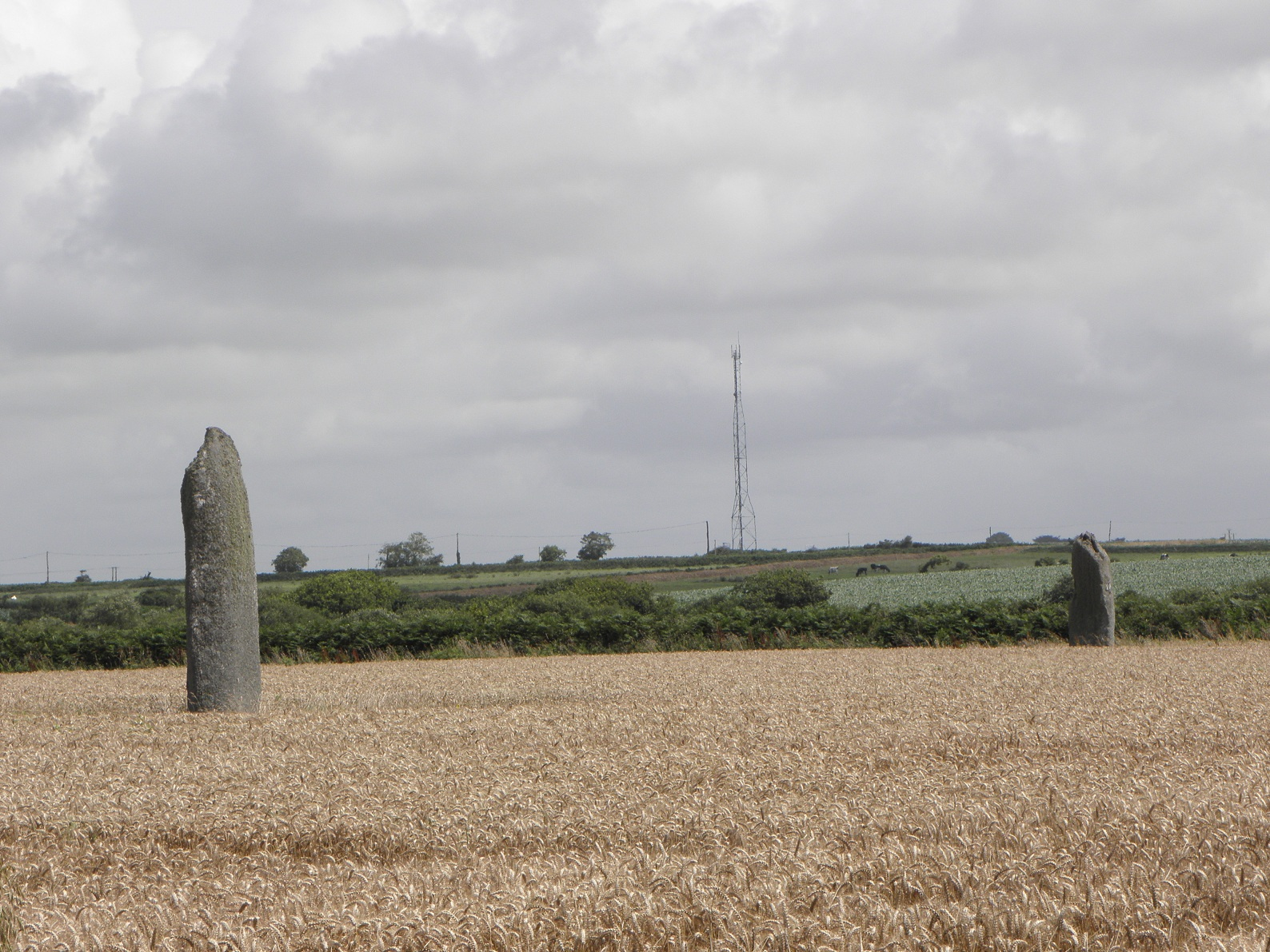
Menhire von Mezdoun
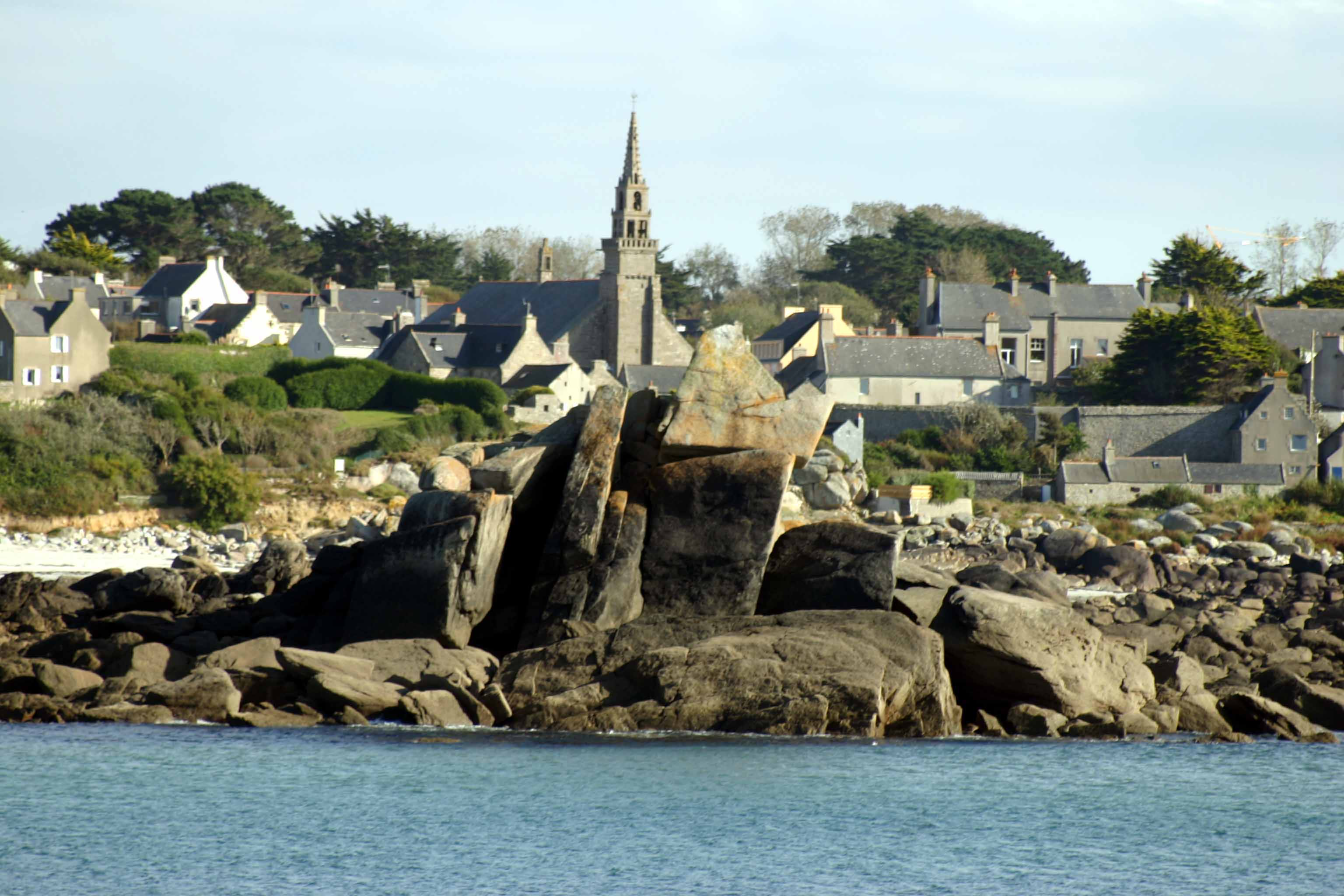
Dorfansicht
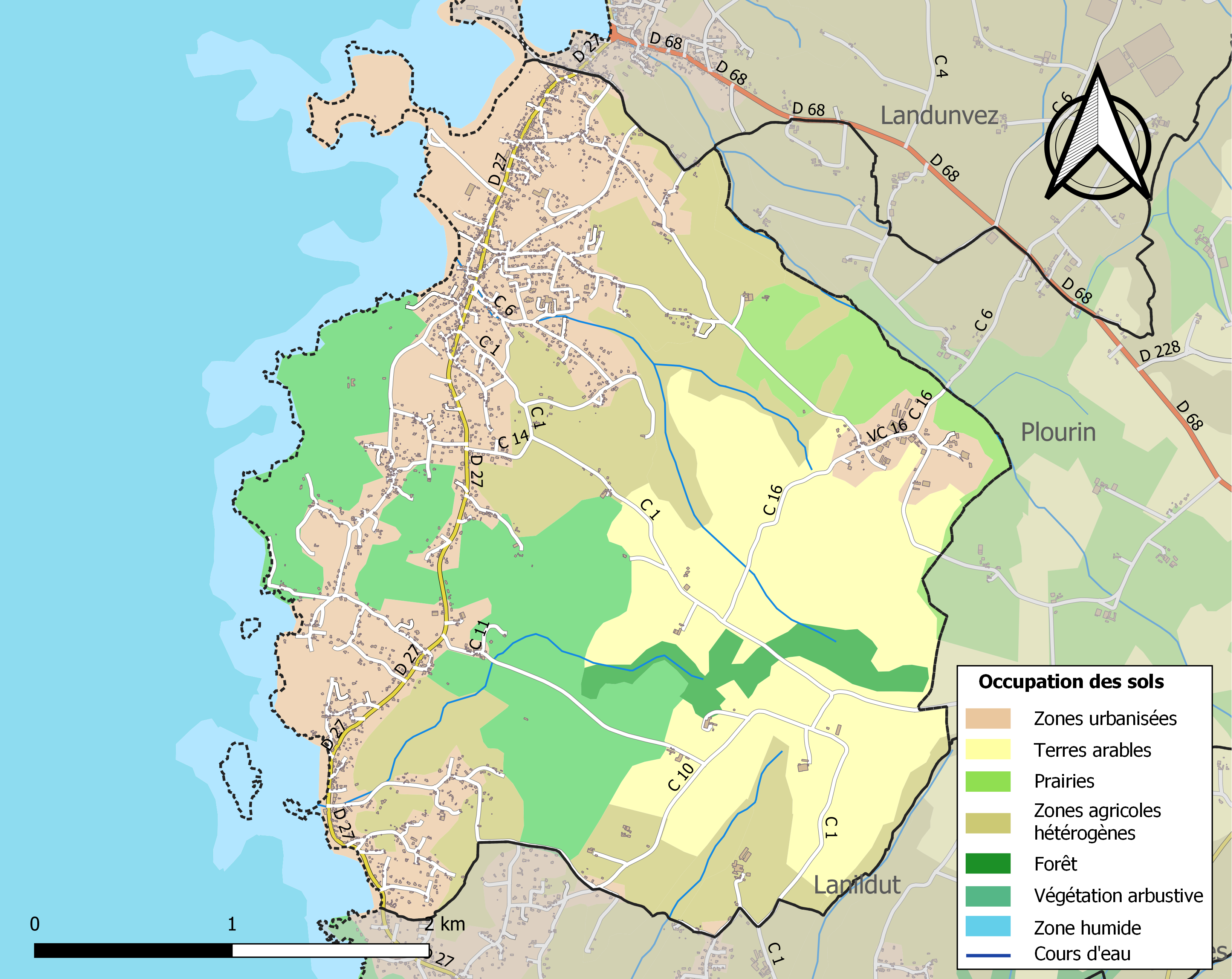
Karte
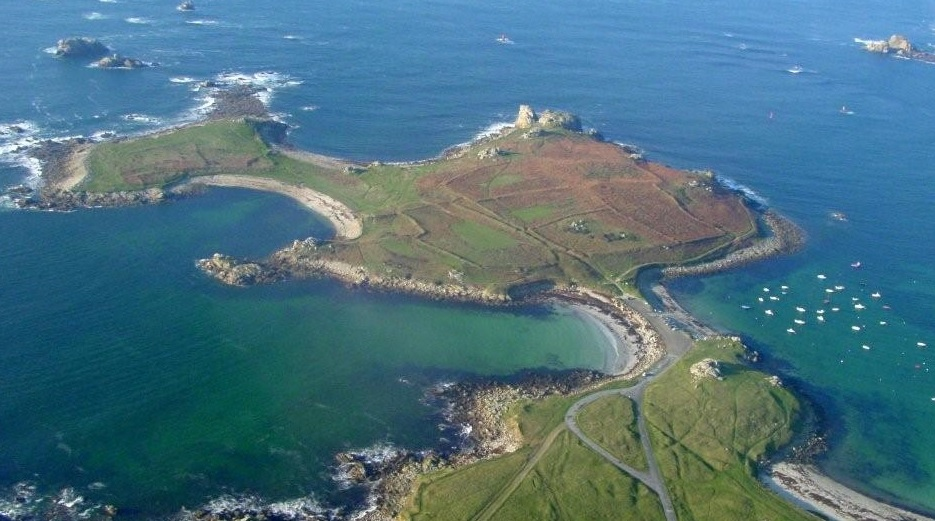
Halbinsel St. Laurent